# Potou
Potou léase Po-Tóu (en chino simplificado, 坡头区; pinyin, Pōtóu qū) es un distrito urbano bajo la administración directa de la ciudad-prefectura de Zhanjiang. Se ubica al oeste de la provincia de Cantón, en el sur de la República Popular China. Su área es de 564 km² y su población total para 2018 fue más de 300 mil habitantes.

## Administración
El distrito de Potou  se divide en 7 pueblos que se administran en 2 subdistrito y 5 poblados.